# Magyar Olimpiai és Sportmúzeum
Magyar Olimpiai és Sportmúzeum (Ungarisches Olympisches und Sportmuseum)
ist ein Sportmuseum in der ungarischen Hauptstadt Budapest. Die Verwaltung des Museums befindet sich in der Dózsa György út 1 und die Ausstellungsräume in der Ifjúság útja 2 im XIV. Bezirk, in unmittelbarer Nähe der László-Papp-Sportarena. Ehemals trug das Museum den Namen Testnevelési és Sportmúzeum (Leibeserziehungs- und Sportmuseum). Das Museum dient der Präsentation der ungarischen Sportgeschichte und der Geschichte der Olympischen Spiele der Neuzeit aus ungarischer Sicht. Angegliedert an das Museum ist eine Fachbibliothek.

## Geschichte
Eine sportgeschichtliche Ausstellung in Budapest gab es bereits 1926 im Ungarischen Nationalmuseum (Magyar Nemzeti Múzeum), als zehn Räume im Museum vorübergehend frei wurden für die Organisation der bislang größten Ausstellung zur ungarischen Sportgeschichte. Die erfolgreiche Ausstellung war nur einige Wochen lang geöffnet, aber ihre Wirkung so groß, dass Überlegungen gemacht wurden, ein dauerhaftes ungarisches Museum für Sportgeschichte einzurichten. Daraufhin überließ Alajos Szokolyi einen großen Teil seiner sportgeschichtlichen Privatsammlung der Hochschule für Leibeserziehung, die eine schnell wachsende Museumssammlung aufgebaut hat, die jedoch im Zweiten Weltkrieg vollständig zerstört wurde.
Nach dem Krieg wurde 1959 in der Wohnung des ersten ungarischen Olympiasiegers Alfréd Hajós  eine Dauerausstellung eingerichtet. 1961 wurde im Gebäude der Kunsteisbahn am Stadtwäldchen (Városligeti Műjégpálya) ein Teil der Räume im ersten Stock für die Zwecke eines Sportmuseums zur Verfügung gestellt. Seit 1963 fungiert das Sportmuseum als Nationalmuseum. Im Jahr 1975 wurde die Sammlung in das Gebäude am ehemaligen Paradeplatz des Népstadions an der Dózsa György út verlegt. 2015 zogen die Ausstellungsräume des Museums um in die Ifjúság útja 2. Seit Dezember 1990 ist der Historiker und Bibliothekar Lajos Szabó Direktor des Museums.

## Ausstellung
Die Sammlung des Museums umfasst mehr als 800.000 Objekte, darunter alle Arten von Dokumenten, von olympischen Goldmedaillen und Trophäen bis hin zu Foto- und Archivdokumenten. Im Laufe der Zeit wurden mehr als 200 Sonderausstellungen organisiert. Bekannte Sportler wie der Boxer László Papp oder die Fünfkämpferin Zsuzsanna Vörös wurden mit Ausstellungen gewürdigt.